# Koinesprache
Eine Koinesprache, Koiné (von gr. Koine, einer als Verkehrssprache fungierenden Varietät des Altgriechischen) oder je nach Zusammenhang auch Ausgleichssprache bezeichnet in der Linguistik eine Sprachvarietät, die sich aus zwei oder mehreren Dialekten entwickelt. 

## Eigenschaften
Es handelt sich um eine stabilisierte Kontaktvarietät, die charakterisiert ist durch Vermischung und anschließende Nivellierung von regionalen und sozialen Dialekten. Koinesprachen sind das Ergebnis eines Kontaktes zwischen Sprechern von Varietäten einer Sprache, die sich gegenseitig verstehen. Unter Koineisierung versteht man die Entwicklung einer Koine. Sie tritt typischerweise in Siedlungen auf, in denen Menschen aus verschiedenen Teilen eines einzigen Sprachgebietes eingewandert sind. Im Unterschied zur Pidginsprache und Kreolsprache verstehen die Sprecher einander bereits vor der Koineisierung.